# Distretto di Lahuaytambo
Il distretto di Lahuaytambo è uno dei trentadue distretti della provincia di Huarochirí, in Perù. Si trova nella regione di Lima e si estende su una superficie di 81,88 chilometri quadrati.
Istituito il 31 dicembre 1943, ha per capitale la città di Lahuaytambo.